# Sistema japonès de mesures
El sistema japonès de mesures és el sistema tradicional de les unitats de mesura. Al Japó actualment el sistema mètric és el més usat però persisteixen unitats de mesura que es fan servir específicament en superfícies aplicades als béns arrels. Per exemple, Un yo (equivalent a la superfície d'una estora de tatami fa aproximadament 180 x 90 cm, (en algunes zones, les mides del yo són més petites). Una altra unitat peculiar és el tsubo, que fa aproximadament 3,3058 metres quadrats.

## Sistema tradicional japonès
- bu
- sun
- shaku (syaku)
- ken
- chō (tyō)
- ri

|       | Ri | Chō | Ken   | Shaku  | Sun     | Bu        | Metres    |
| Ri    | 1  | 36  | 2.160 | 12.960 | 129.600 | 1.296.000 | 3.927,273 |
| Chō   |    | 1   | 60    | 360    | 3.600   | 36.000    | 109,091   |
| Ken   |    |     | 1     | 6      | 60      | 600       | 1,818     |
| Shaku |    |     |       | 1      | 10      | 100       | 0,303     |
| Sun   |    |     |       |        | 1       | 10        | 0,030     |
| Bu    |    |     |       |        |         | 1         | 0,003     |